# Рельєфне зварювання

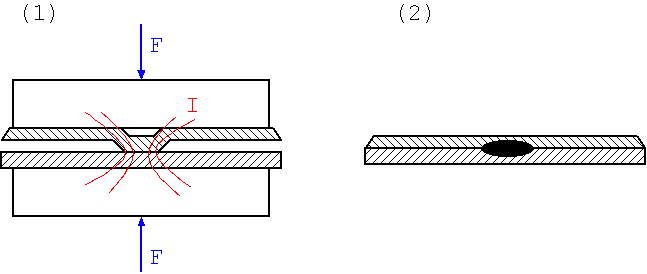
Рельєфне зварювання двох листів металу, один з яких має завчасно підготовлений рельєфний виступ:
1 — Заготовки до зварювання,
2 — Заготовки після зварювання

Рельє́фне зва́рювання — контактне точкове зварювання, під час якого напусткове з'єднання утворюється на тих ділянках поверхонь заготовок, які мають контактні виступи, що сприймають тиск та електричний струм.
Зазвичай рельєфи виготовляють у вигляді трапеції, півсфери або зрізаного конуса на деталях з більшою товщиною чи виготовлених із більш міцного металу.
Рельєфи на поверхні деталей виштамповують за допомогою пресів, інколи — кернерів. Підготовка поверхонь деталей перед рельєфним зварюванням та їх складання проводиться так, як і перед точковим зварюванням.
Під час рельєфного зварювання процеси формування з'єднань багато в чому схожі з точковим зварюванням. Але при рельєфному зварюванні контакт між деталями визначається не формою робочої поверхні електродів, як при точковому зварюванні, а формою поверхні рельєфів у місці з'єднання.
Наявність на початку процесу обмеженої площі у контакті між деталями після стиснення електродами (штампами) і вмикання струму дає можливість концентрувати тепловиділення в місці контакту при значній щільності струму. Рельєфи при цьому осідають внаслідок радіально спрямованої пластичної деформації.
Одночасно відбувається очищення твердих поверхонь від оксидів та зварювання у твердій фазі. Далі тепло генерується у нагрітому приконтактному металі деталей, поки виникне зона спільного розплавлення потрібного розміру.
Паралельно з виникненням та збільшенням зони розплавлення навколо неї з'являється ущільнювальний пас, який має таке ж значення, як і при точковому зварюванні.
Тривалість протікання зварювального струму залежить від величини рельєфу та товщини деталей. Зусилля на електродах зумовлюється міцнішими характеристиками зварюваних металів та кількістю рельєфів.
З'єднання при рельєфному зварюванні можуть формуватись як у твердій, так і рідкій фазі. З'єднання з литою структурою точки мають більшу міцність і стабільність показників механічних властивостей.
Рельєфне зварювання дає можливість отримувати з'єднання одночасно у декількох точках або безперервні герметичні шви замкнутої форми, збільшує продуктивність технологічного процесу, дає змогу зменшити розмір напусток та вагу самої конструкції, підвищує стійкість електродів та усуває операцію розмітки.